# Список отрицательных персонажей «Наруто»
Здесь представлен список антагонистов манги и аниме «Наруто». Сюда попали ниндзя мира Наруто, согласно произведениям Масаси Кисимото, признанные преступниками.

## Дандзо Симура
Дандзо Симура (яп. 志村ダンゾウ Симура Дандзо:) — самый воинствующий персонаж Селения Листвы, для достижения цели готов использовать любые, даже жестокие, методы. В прошлом соперничал с Сарутоби за пост Третьего Хокагэ, поэтому считается, что он прекрасный боец. Дандзо основал и возглавил отдел обучения подразделения АНБУ, известного как Корень (яп. 根 Нэ). Именно он порекомендовал Сая как третьего члена в Команду Какаси. Также Дандзо — один из четырёх человек (наряду со старейшинами Конохи Хомура Митокадо и Кохару Утатанэ, а также Третьим Хокагэ), изначально знавших правду об Итати Утихе.
Несмотря на видимую поддержку Хокагэ Селения Листвы со стороны Дандзо, Цунадэ не доверяла ему; причина этому — поручение Саю секретной миссии, для которой Дандзо отправляет парня к Оротимару с личными делами всех членов АНБУ.
Во время атаки Пэйна на Коноху он убивает жабу, которую Цунадэ послала за Наруто на гору Мёбоку, тем самым лишив Коноху возможности получить своевременную помощь от Удзумаки. После того, как Пэйн был ликвидирован, он высказался против кандидатуры Какаси Хатакэ на пост Шестого Хокагэ. Выступив с резкой критикой политики Сарутоби, завоевал лояльность Лорда Страны Огня (возможно он управлял им с помощью своего сярингана), и сам стал исполнять обязанности Хокагэ (для официального вступления в должность он должен был пройти и через совет дзёнинов). После этого дал разрешение устранить Саскэ Утиху как беглого синоби, а также поручил разыскать Анко Митараси и Кабуто, так как считал, что они могут знать то, что может его скомпрометировать.
Отправляется на Совет пяти Кагэ в качестве Шестого Хокагэ, где его почти выбирают председателем альянса пяти деревень ниндзя, цель которого борьба с Акацуки. Однако Ао, один из членов делегаций, с помощью бякугана узнаёт в чакре Дандзо чакру Сисуй Утихи и понимает, что Дандзо незаконным путём заполучил его сяринган. Воспользовавшись атакой Саскэ на совет он сбегает и лишается доверия остальных Кагэ. Кадзэкагэ Гаара считает, и трое других Кагэ с ним соглашаются, что Дандзо дискредитировал себя и они готовы вести дела с Какаси Хатакэ в качестве Шестого Хокагэ. Тоби, стоявший за атакой на Совет Кагэ, использует свой сяринган и сталкивает Саскэ и Дандзо лицом к лицу. В результате начавшегося боя выясняется, что рука Дандзо закована в железо, и запечатана, а под ней находится сразу десять имплантированных сяринганов. В ходе битвы он использует древесные техники Первого Хокагэ, что по мнению Тоби является результатом работы Оротимару над Дандзо, сочетая с техникой Идзанаги. Однако в итоге, израсходовав все возможности использования Идзанаги, погибает, взрывая себя, безуспешно надеясь задеть и запечатать в свой труп Саскэ.

## Кабуто Якуси
- Внешность: Изначально — пепельные волосы, собранные в хвост. Носит большие круглые очки. Одет в фиолетовую безрукавку поверх серой футболки. На руках перчатки с прорезями для пальцев. После пересадки части Оротимару — змеиная кожа, белые волосы, жёлтые глаза, хвост в виде змеи.
- Характер: Спокойный и хладнокровный, ненавидит слабость и высокомерие, в большинстве случаев серьёзен. Умный, знает очень много о запретных техниках и медицинских дзюцу.

Кабуто Якуси (яп. 薬師 カブト Якуси Кабуто) — сирота, живший в Конохе и работавший против этой деревни. Когда его обнаружили, он не помнил даже своего имени. Вскоре в приюте Кабуто встретился с Оротимару и Дандзо и стал синоби — шпионом «Анбу Нэ». После провальной миссии в Ивагакурэ Оротимару рассказал Кабуто об истинных мотивах убийства его приёмной матери, Ноно, и убеждал стать своим шпионом. Кабуто участвовал в создании Отогакурэ, Деревни Звука, и стал двойным агентом Сасори и Оротимару, помогая тому собрать информацию о Акацуки, а вскоре начинал изучать способности жителей новой деревни.
Он долгое время работал как агент Сасори, члена Акацуки, шпионя за покинувшим организацию Оротимару. Однако тот обнаружил сильнейшее дзюцу, наложенное на Кабуто и снял его, после чего Якуси согласился верно и преданно служить ему и таким образом стал двойным агентом. Кабуто в течение пяти лет собирал информацию о молодых ниндзя, принимавших участие в экзамене на получение звания тюнина. С Ёрои Акадо (яп. 赤胴ヨロイ) и Мисуми Цуруги (яп. 剣ミスミ) участвовал в экзамене вместе с Командой № 7, тем самым пристально наблюдая за Наруто и младшим Утихой.
Фактически оставаясь единственным помощником Оротимару, Кабуто холодно встретил присоединившегося к ним Саскэ, негативно отзываясь о его манере обращения с Легендарным Саннином. После того, как Утиха убил Оротимару, Якуси провёл эксперимент с тканями умершего хозяина, которые имплантировал себе, пытаясь стать таким образом «настоящим», из-за чего левая сторона его тела стала похожа на белую чешуйчатую змеиную кожу. Представ в таком виде перед Ямато, Наруто и Хинатой, выслеженными им в лесу, передал троице собранную в одной книге информацию о членах Акацуки.
Немного спустя Кабуто, который почти полностью стал похож на Оротимару, используя технику воскрешения Эдо Тэнсэй, которой ранее могли владеть только Второй Хокагэ и Оротимару, призвал из загробного мира Дэйдару, Итати, Какудзу, Сасори, Нагато и ещё много синоби с уникальными способностями для демонстрации своей силы Тоби, надеясь таким образом стать членом Акацуки и подобраться ближе к Саскэ. Тоби, понимая насколько теперь силён Якуси, согласился на сделку при одном условии: Кабуто не будет приближаться к Саскэ до окончания Четвёртой мировой войны синоби.
После того как Киллер Би и Наруто были изолированы на острове-черепахе, Кабуто похитил оттуда Ямато с целью использования в опытах для выращивания клонов Дзэцу. Вскоре с помощью техники Эдо Тэнсэй им были призваны сотни погибших синоби для борьбы с коалиционными войсками пяти стран. Во время войны его, следящего за контролем Эдо Тэнсэй, находит Итати Утиха, который вырвался из контроля этой техники и собирается остановить её. Следом за Итати в логово пробрался и Саскэ. Между братьями Утиха и Кабуто завязывается поединок. Кабуто показывает свои способности в сэндзюцу, во время поединка рассказывая, что он смог получить силы Суйгэцу, Дзюго и Карин. Вскоре Якуси показывает возможность использовать с помощью Кэккэй Гэнкая Сакона, Сома но Ко (яп. 双魔の攻 досл. «Атака двух демонов»), способности Кимимаро Кагуи и всей Четвёрки Звука, а также самого Оротимару. Вскоре Кабуто попадает под влияние запрещенной техники клана Утиха — Идзанами, созданной кланом Утиха для того, чтобы наказывать соклановцев, которые использовали запретную технику — Идзанаги. По словам Итати, Кабуто не сможет вырваться из данной техники до тех пор, пока не примет своё настоящее «Я» (свою судьбу). Так же Итачи смог прервать запретную технику Кабуто — Эдо Тэнсэй. Однако Кабуто смог принять свою судьбу, и после освобождения от техники отправился на поле боя и там спас Саскэ от верной смерти. Вместе со всеми синоби стал жертвой Бесконечного Цукуёми.

## Рассвет
Рассвет (яп. 暁 «Акацки») — организация, собравшая в себе главных антагонистов манги и аниме-сериала «Наруто». Дословно её название означает «рассвет», но омофонически похоже на словосочетание «красная Луна». Согласно сюжету произведения, изначально создана ниндзя селения Дождя — Яхико, Конан и Нагато, во время проходившей Второй Великой войны шиноби в целях установления мира, но после смерти Яхико впоследствии реформирована Тоби в преступную группировку.
Впервые появившись в первой части аниме, во второй Акацуки заняли место основных антагонистов. В организацию входили сильнейшие ниндзя, предавшие свои селения и получившие статус нукэнинов. Один из них, Оротимару, был исключён за попытку заполучить Сяринган Итати Утихи. Несколько позже, по приглашению Пэйна, в Акацуки был включён Дэйдара. Таким образом, на момент начала основного действия аниме «Наруто» в организации числилось 9 членов.
Одна из целей организации — завладеть хвостатыми демонами, девятью чудовищами, заточёнными в телах джинчюрики. Один из таких монстров, Девятихвостый Лис, заключён внутри главного героя Наруто Удзумаки.
После поимки Двуххвостого биджу Пэйн, бывший лидер Рассвета, рассказывает Хидану о целях, которые преследует организация:
1. Собрать как можно большее количество денег, к примеру, получив вознаграждение на чёрном рынке за поимку разыскиваемого синоби.
2. Создание профессиональной группы наёмных ниндзя, не зависящих от какой-либо страны или селения. Рассвет резко увеличат свою репутацию, соглашаясь на миссии за низкую плату. Затраты на это могут быть погашены за счёт накопленных денег, в то время как селения ниндзя не смогут выдержать подобной конкуренции. В зависимости от текущего положения дел в мире, они будут использовать пойманных биджу для развязывания и прекращения войн. Таким образом Рассвету будет принадлежать военная монополия.
3. Полный захват власти над миром.

Кроме того, в схватке с Дзирайей Пэйн говорит, что дополнительной целью является использование хвостатых зверей для создания абсолютного оружия, благодаря которому все люди на земле познают ту же боль потери, что и он.
Однако впоследствии Тоби, настоящий лидер Рассвета, чьим доверенным был Пэйн, рассказывает о другом плане — собрав воедино всех Хвостатых биджу, он планирует воссоздать Десятихвостого демона, много лет назад разделённого на Хвостатых монстров легендарным Рикудо Сэннином, первым обладателем риннегана, для того чтобы создать уникальную технику Бесконечное Цукуёми (яп. 無限月読), которая сделает его сяринган единым с Луной; таким образом он надеется погрузить весь мир в иллюзию, которой сможет управлять, тем самым создав для всех идеальный мир, где нет места боли и страданиям.

Слева направо: Итати Утиха; Кисамэ; Тоби; Дэйдара; Сасори; Хидан; Какудзу; Дзэцу

### Внешний вид

Головной убор членов Акацуки

Все члены Рассвета носят одинаковую одежду: длинный чёрный плащ с красной подкладкой, вставками в виде красных облаков и высоким воротником до уровня подбородка.
- Ногти пальцев рук и ног у каждого члена организации окрашены (преимущественно в фиолетовый цвет).
- Иногда они носят конические соломенные шляпы с колокольчиками, тем самым либо скрывая лицо от посторонних глаз, либо защищаясь от неблагоприятных погодных условий.
- Некоторые из них до сих пор надевают головную повязку, однако символ селения, из которого они родом, перечёркнут глубокой горизонтальной полосой (характеристика беглых ниндзя).
- Кроме того, они носят кольца, каждый на определённом пальце. На каждом кольце выгравированы разные кандзи. Изначально существовало десять колец, одно из которых было забрано Оротимару после изгнания его из организации. В то же время кольцо Сасори после гибели носителя перешло к заменившему его Тоби.

Слова, выгравированные на кольцах:
| Кандзи | Значение                          | Палец                  | Носитель           |
| ------ | --------------------------------- | ---------------------- | ------------------ |
| 零     | Ноль (Ничто)                      | Большой на правой      | Пэйн               |
| 青     | Синий (цвет)                      | Указательный на правой | Дэйдара            |
| 白     | Белый (цвет)                      | Средний на правой      | Конан              |
| 朱     | Алый (цвет)                       | Безымянный на правой   | Итати Утиха        |
| 亥     | Кабан (12-й знак зодиака) (Боров) | Мизинец на правой      | Дзэцу              |
| 空     | Небо                              | Мизинец на левой       | Оротимару          |
| 南     | Юг                                | Безымянный на левой    | Кисамэ Хосигаки    |
| 北     | Север                             | Средний на левой       | Какудзу            |
| 三     | Три (Дерево)                      | Указательный на левой  | Хидан              |
| 玉     | Драгоценность (Шар или Сфера)     | Большой на левой       | Сасори, позже Тоби |

Кольцо Пэйна
Кольцо Дэйдары
Кольцо Конан
Кольцо Итати
Кольцо Дзэцу
Кольцо Кисамэ
Кольцо Какудзу
Кольцо Хидана
Кольцо Сасори и Тоби
Кольцо Оротимару

### Члены Организации
Ниже представлен список текущих и бывших членов Рассвета согласно сюжету манги «Наруто».

#### Тоби (Обито Утиха)
- Состояние (по манге): Мёртв.
- Кольцо: 玉 (Драгоценность)
- Положение на руке: Большой палец левой руки
- Партнёр: Дэйдара.
- Внешность: Короткие чёрные волосы. Хотя его лицо показывалось в «Какаси Гайдэн», но на протяжении основной сюжетной линии он почти всегда носил оранжевую маску со спиральным рисунком и единственным отверстием для правого глаза с сяринганом. Лишь во время боя с Конан было показано, что под маской у него скрывался второй сяринган, которым он тем не менее пожертвовал, воспользовавшись техникой Идзанаги. Позже он пересадил себе в левую глазницу риннэган, принадлежавший Нагато, после чего его маска и одежда изменились[9]. Когда маска была разбита Наруто, выяснилось, что правая половина его лица покрыта огромными шрамами.
- Способности: Может управлять бидзю, а также перемещать себя или кого-либо в другое пространство или на любое расстояние.

Обито Утиха (яп. うちはオビト Утиха Обито) или Тоби (яп. トビ) — основатель Акацуки и её руководитель; человек в маске, долгое время выдававший себя за Мадару Утиху (яп. うちはマダラ Утиха Мадара), лидера клана Утиха, считавшегося давно умершим.
Сам Тоби после приобретения риннэгана называет себя «вторым Рикудо» (яп. 二人目の六道 Футаримэ но Рикудо), по аналогии с Мудрецом Шести Путей, однако Якуси Кабуто, вступивший с ним в союз, называет его Лже-Мадарой (яп. 偽マダラ Нисэ Мадара).
По свидетельству Кисамэ, Тоби контролировал действия Четвёртого Мидзукагэ Ягуры.
За 12 лет до начала действий Тоби, воспользовавшись родами дзинтюрики Кусины Удзумаки, похитил девушку и извлёк из неё Девятихвостого, после чего, контролируя того сяринганом, направил на атаку Конохи. Однако мужу Кусины, Минато Намикадзэ, удалось не только прекратить воздействие додзюцу на Лиса, но и заставить отступить самого Тоби. Тем не менее, понимая мощь бидзю, Четвёртый Хокагэ был вынужден пожертвовать собственной жизнью, чтобы запечатать половину силы Девятихвостого в своём новорождённом сыне Наруто.

Команда Минато Намикадзэ: молодые Рин, Обито Утиха и Какаси Хатакэ

Спустя 8 лет Итати обнаружил Тоби и попросил того помочь ему с выполнением миссии, порученной руководством Конохи — уничтожить членов клана Утиха, на что тот согласился.
Долгое время после создания Акацуки он оставался в тени — большинство членов организации считали лидером Пэйна, доверенное лицо Тоби. Лишь после гибели Сасори Тоби занял его место в качестве партнёра Дэйдары. В отличие от всех остальных, сдержанных и серьёзных, Тоби вёл себя комично и легкомысленно, что раздражало Дэйдару, ссоры с которым часто превращались в комичные сценки. Впервые свой настоящий характер Тоби показывает во время столкновения со спасательным отрядом Конохи, когда его верный помощник Дзэцу объявляет о смерти Итати.
Появившись на Совете пяти Кагэ, Тоби изложил причины отлова бидзю — по его плану, собрав их вместе и воссоздав Десятихвостого демона, он сможет стать его дзинтюрики, после чего создаст уникальное дзюцу — Мугэн Цукуёми (яп. 無限月読), которое сделает его сяринган единым с Луной; таким образом он надеется погрузить весь мир в иллюзию, по его же словам, для создания мира без ненависти и конфликтов. Получив отказ на требование выдать оставшихся дзинтюрики, он объявил о начале Четвёртой мировой войны синоби.
Он говорил, что вся его жизнь была сплошным полем боя, лишившим его нормальной жизни. Из-за войн и битв он потерял веру в то, что синоби когда-либо смогут жить мирно. Возможно, в этом кроется причина создания Акацуки и плана «Глаз Луны».
Спустя некоторое время нашедший логово Акацуки Кабуто в присутствии Тоби призвал души Нагато, Какудзу, Сасори, Дэйдары и Итати, а также одного неизвестного ниндзя (Мадары Утихи), и предложил лидеру организации свою помощь в войне в обмен на «доступ к Саскэ». Тоби, понявший, насколько Кабуто теперь силён, согласился на сделку.
Для того чтобы отыскать риннэган умершего Нагато, он лично отправился к ближайшей соратнице последнего, Конан, где из тяжёлого боя, при этом используя технику Идзанаги, вышел победителем. В последние секунды жизни бывшей соратницы ему удалось выведать местоположение тел Яхико и Нагато, у последнего из которых изъял риннэган и пересадил в свою левую глазницу. Используя силу глаза, Тоби превращает воскрешённых Кабуто дзинтюрики в новые Шесть путей Пэйна, у которых в левой глазнице риннэган, а в правой — сяринган. За спиной у него появляется гумбай-утива, которым пользовался Мадара во времена противостояния с кланом Сэндзю.
Позже, после сражения Гаары и Второго Мидзукагэ, Кабуто в теле Мю призывает гроб, содержимое которого насторожило Тоби, тем самым нарушив договор между ним и Тоби. Из этого гроба появляется Мадара Утиха, после чего возникает вопрос о том, кто же на самом деле скрывается под маской. Через некоторое время Тоби и его новые Шесть путей сталкиваются с Наруто и Киллером Би и начинает с ними бой.
В течение сражения Тоби решает закончить свой план и призывает на поле битвы Статую Демона Внешнего Мира (яп. 外道魔像 Гэдо: Мадзо:). Вскоре появляются Майто Гай и Хатакэ Какаси, после чего удаётся победить бывших дзинтюрики, и Тоби приходится запечатать бидзю в Гэдо Мадзо. «Скормив» Статуе Демона Янтарный сосуд очищения (яп. 琥珀の浄瓶 Кохаку-но Дзё:хэй) — сосуд, внутри которого возможно запечатывание Хвостатых зверей, Тоби заявляет, что он на поле боя возродит Десятихвостого. Курама (Девятихвостый), говорящий через Наруто, объясняет всем, что даже малая часть его чакры, заключенная в Кингин Кёдай (яп. 金銀兄弟 кингин кё:дай, «Братья золота и серебра»), способно возродить Дзюби, что, в свою очередь, приведёт к концу мира.
В результате совместной атаки Наруто и Какаси его маска была разбита, а в следующей главе выясняется, что он — Обито Утиха, друг детства Какаси, считавшийся погибшим во время третьей мировой войны синоби. Правая сторона его тела была почти уничтожена в результате обвала, но он выжил, спасённый пожилым Мадарой. Наруто удаётся переманить его на свою сторону. В 687 главе погибает, добровольно жертвуя собой для спасения Какаси.

#### Дзэцу
- Состояние (по манге): Белый Дзэцу уничтожен в бою с Саскэ. Чёрный Дзэцу обезврежен.
- Положение на руке: Мизинец правой руки.
- Партнёр: Нет.
- Внешность: Правая сторона тела — чёрная, левая — белая. Голову обрамляет нечто, напоминающее лист венериной мухоловки. Короткие зелёные волосы, жёлтые глаза. Две половины, составляющие его тело обладают собственным разумом — чёрная сторона более серьёзная и умная, белая — беззаботная и доброжелательная.
- Способности: Может сливаться с окружающей средой, свободно в ней перемещаясь и становясь невидимым для окружающих. Чтобы другие члены Акацуки не оставляли за собой следов, он способен «пожирать» использованные ими тела других ниндзя, подобно тому, как венерина мухоловка расправляется с попавшей в неё мухой. Умеет создавать качественных клонов других ниндзя.

Дзэцу (яп. ゼツ) — искусственный человек, созданный Мадарой Утихой из клеток Первого Хокагэ (Чёрного Дзэцу он создал, поместив свою волю и характер в одного из многочисленных клонов Белого). Пользуясь своим уникальным даром сливаться с окружающей средой, исполняет в Акацуки функцию шпиона, следя за важными событиями. Вместе с Тоби участвовал в создании Акацуки в таком виде, в каком она впервые предстала в сериале.
Первое появление Дзэцу в сериале происходит после сражения между Саскэ и Наруто Удзумаки в Долине Завершения, где он наблюдал за ними издалека, чтобы лучше оценить их силы. Он появляется из земли, в то время как Какаси уносит раненого Наруто в Коноху.
Именно Дзэцу предупреждает членов Рассве а о приближении к пещере, в которой происходило извлечение бидзю из тела Гаары, команд Гая и Какаси. Тоби находит в разрушенной пещере кольцо Сасори и спрашивает у появившегося Дзэцу, может ли он стать членом Рассвета, но тут-же теряет кольцо, от чего этот вопрос для Дзэцу становится исчерпанным. Потом оба отправляются на поиски Дэйдары, которого вскоре находят.
Так же как и во время других важных для организации сражениях, Дзэцу наблюдает и за боем между Пэйном и Наруто и докладывает об этом Тоби. Потом он и Тоби останавливают команду «Така», которая направляется в Конохагакурэ. Перед нападением на Совет пяти Кагэ он по просьбе Тоби разделяется на две части, одна из которых остаётся с Тоби, а другая отправляется на помощь разыскивающей Дандзо команде «Така». На этом собрании использует своё уникальное дзюцу: разбросав споры создаёт множество своих копий и сливаясь с другими ниндзя, выкачивает у них чакру и передаёт её Саскэ, ослабшему после боя с Четвёртым Райкагэ.
Сбежав с «Гокагэ Кайдан», Дзэцу подменяет своим клоном сражающегося в бою против Киллер Би и Райкагэ Кисамэ, чем позволяет последнему инсценировать свою гибель, спрятаться в забранном как трофей мече «Самэхада» и проникнуть в Селение, Скрытое в Облаках.
Позже выясняется, что Тоби при помощи чакры пойманных Рассветом Хвостатых зверей вырастил в своём подземном убежище 100 000 клонов белой стороны Дзэцу, которые становятся основной военной силой армии организации и сражаются против Альянса синоби. С наступлением первой ночи войны становится понятна их истинная сила: целью белых клонов было соприкоснуться с чакрой синоби, чтобы потом использовать свою основную способность — способность к идеальной трансформации. Белый Дзэцу, соприкоснувшись с чакрой синоби, способен изменить облик и превратиться в этого бойца.
Во время войны белая половина Дзэцу была испепелена Саскэ, после того как младший Утиха овладел вечным мангэкё сяринганом. Чёрный Дзэцу был запечатан Наруто вместе с Кагуей.

#### Дэйдара
- Состояние: Мёртв
- Кольцо: 青 (Синий (цвет))
- Положение на руке: Указательный палец правой руки.
- Партнёр: Сасори, позже Тоби.
- Внешность: Блондин с достаточно длинными волосами, сплетёнными в оригинальную причёску, закрывающую левый глаз, на котором есть механическое устройство — дальномер, используемый им в атаке. Правый глаз — голубой с чёрным зрачком.
- Способности: Специализируется на взрывчатых дзюцу — рты на ладонях его рук и на груди манипулируют глиной, сначала поглощая её, а затем выплёвывая глиняные фигурки, которые Дэйдара увеличивает и взрывает на расстоянии.

Дэйдара (яп. デイダラ Дэйдара) состоял в паре с Сасори, которого обычно называл «Мастер Сасори» (яп. サソリの旦那 Сасори-но Данна). Дэйдара относился с большим уважением к своему компаньону и признаёт, что тот сильнее его. Тем не менее они часто ссорились, в особенности, если это касается настоящей формы искусства. Дэйдара утверждал, что «Искусство — это взрыв!» (яп. 芸術は爆発だ Геидзюцу ва - бакухацу да!), в то время как Сасори считал, что красота заключается в бессмертии человека, из которого тот создавал своих марионеток. До того, как Дэйдара попал в Акацуки, он состоял в террористической группировке подрывников (яп. 爆破部隊 Бакуха бутай) в селении Скрытого Камня. После того, как его убежище навестили Итати, Кисамэ и Сасори по приказу Пэйна и пригласили его в организацию, Дэйдара пытался сопротивляться, но в результате согласился, проиграв бой Итати; с тех пор Дэйдара тренировал левый глаз чтобы противостоять гэндзюцу, в которое его поймал тогда Итати.

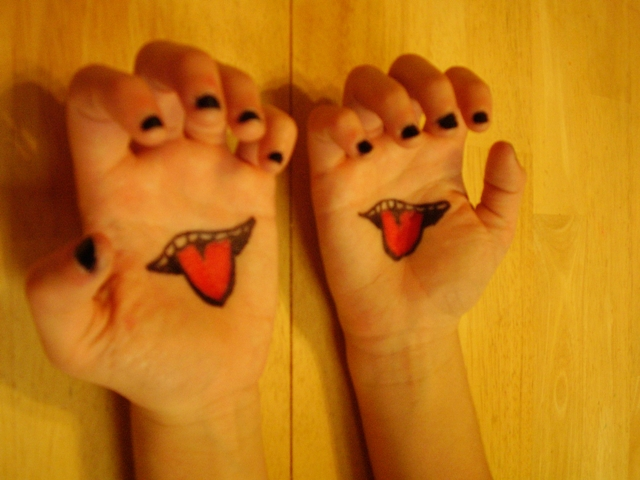
Руки Дэйдары

Дэйдара по заданию Рассвета атаковал Селение Песка, чтобы похитить Гаару и заполучить заключённого внутри него Однохвостого бидзю. Сражаясь с Гаарой потерял левую руку, однако в итоге взял над противником верх. В бою с Какаси Хатакэ, использовавшего против него мангэкё сяринган, Дэйдара потерял и правую руку. Вслед за этим взрывает своего клона, безуспешно пытаясь убить всех, поскольку Какаси, используя технику своего сярингана — Камуи, отправляет энергию взрыва в дыру между измерениями. Впоследствии руки Дэйдары были восстановлены усилиями Какудзу. Сражаясь с Саскэ, он взорвал себя, однако Утихе удаётся выжить, призвав короля змей Ма́нду и спрятавшись внутри него.
Наряду с другими погибшими членами Акацуки, душа Дэйдары была призвана Кабуто с целью использования в войне против альянса синоби. На войне его захватил отряд Канкуро. После отмены Эдо Тэнсэй душа Дэйдары возвращается в загробный мир.
- Вместе символы на кольцах Дэйдары и Сасори образуют японское слово, означающее «сапфир».

#### Какудзу
- Состояние: Мёртв
- Кольцо: 北 (Север)
- Положение на руке: Средний палец левой руки.
- Партнёр: Хидан.
- Внешность: Тело и голова (кроме глаз) полностью скрыты одеждой, в глазах зеленые зрачки.
- Способности: Продлевает свою жизнь используя пять сердец других ниндзя. Тело пронизано многочисленными нитями, с помощью которых он может атаковать, а также пришивать оторванные части тела.

Какудзу (яп. 角都 Какудзу) — управляющий финансовыми делами Рассвета. В отличие от своего напарника Хидана, больше всего ценит деньги, и часто охотится за головами тех, за кого на чёрном рынке объявлено наибольшее вознаграждение. Какудзу так же связан с преступными группировками, которые передают ему всю важную информацию.
Какудзу способен забирать сердца синоби и помещать их в себя в количестве, не превышающем пяти, и хранить их в животных масках. Таким путём он способен перенимать сродства с чакрой предыдущих владельцев и использовать все пять элементов.
Во времена, когда только зарождалась система селений, был послан главой деревни Водопада убить лидера Селения Листвы Первого Хокагэ, но провалил задание, за что и был брошен в тюрьму. Чуть позже Какудзу бежал из неё, ко всему прочему украв секретную технику деревни, позволявшую похищать и использовать чужие сердца, после чего убил главу Селения.
В бою против ниндзя Конохи его сердца были последовательно уничтожены Какаси Хатакэ, Хиданом, попавшим в ловушку Сикамару, и пришедшим на помощь Наруто, который своим Расэн-сюрикэном уничтожил сразу два сердца Какудзу и тем самым разрушил систему циркуляции чакры, после чего обездвиженного Какудзу добил Какаси. Его тело впоследствии было отправлено в Деревню Скрытой Листвы для проведения вскрытия.
Наряду с другими погибшими членами Акацуки, душа Какудзу была призвана Кабуто с целью использования в войне против альянса синоби. На войне его победили и запечатали Котэцу и Идзумо.

#### Конан
- Состояние (по манге): Убита Тоби, искавшим риннэган Нагато.
- Кольцо: 白 (Белый (цвет))
- Положение на руке: Средний палец правой руки.
- Партнёр: Пэйн.
- Внешность: Голубые волосы, карие глаза, пирсинг (проколоты губа и язык), цветок-оригами в волосах.
- Способности: Может превращать своё тело в листы бумаги, которым способна придавать любую форму.

Конан (яп. 小南) — единственная женщина в организации и напарница Пэйна. Обычно ведет себя спокойно и сдержанно, предпочитая держаться в тени напарника, что впрочем, не мешает ей в случае необходимости действовать твёрдо и решительно. Фанатично предана Пэйну. Полностью разделяет его взгляды и убеждения. В Скрытой Деревне Дождя пользуется огромным авторитетом и уважением. Местные жители и простые ниндзя называют её Божьим Ангелом, а её напарника — Богом.
Ещё ребёнком во Второй мировой войне синоби Конан потеряла родных и некоторое время скиталась по стране в компании двух таких же сирот — Нагато и Яхико. Неизвестно, как в дальнейшем могла сложиться судьба детей, если бы однажды на их пути не оказался Дзирайя, приютивший ребят и взявшийся обучить их науке ниндзя. Что стало с троицей после ухода Дзирайи практически не было известно. Команда Конан только начала зарабатывать себе определённую репутацию в битвах, как вдруг, судя по дошедшим до Дзирайи слухам, погибла. Как оказалось, слухи были ложными.
Спустя много лет именно она, превратившись в тысячи бумажных бабочек, обнаружила проникшего в Деревню Дождя Дзирайю и сообщила об этом Пэйну, что привело к гибели их бывшего учителя.
После того, как напавший на Коноху Пэйн был ликвидирован, Конан сообщает Наруто о намерении покинуть Акацуки и вернуться в Деревню Дождя. Некоторое время спустя она сталкивается лицом к лицу с Тоби, явившемся за риннэганом Нагато, но в результате тяжёлого боя проигрывает и отдаёт свою жизнь.

#### Пэйн
- Состояние (по манге): Мёртв. Позже Нагато был воскрешен Кабуто. На данный момент запечатан.
- Кольцо: 零 (Ноль)
- Положение на руке: Большой палец правой руки.
- Партнёр: Конан.
- Внешность:
  - Нагато — очень худой, болезненного вида человек с красными волосами, характерной чертой членов клана Удзумаки, к которому он принадлежал[14]; глаза — риннэган.
  - Пэйн — у каждого из шести тел имеется большое количество чёрных чакроприёмников, похожих на пирсинг; глаза — риннэган. Все тела имеют рыжие волосы.
- Способности:: каждое тело Пэйна обладает одной особой техникой; суммой всех их умений, а также своими собственными техниками обладает и Нагато.

Пэйн (яп. ペイン Пэйн) — наименование шести тел умерших людей, оживлённых особой техникой Шесть путей Пэйна (яп. ペイン六道 Пэйн Рикудо:), контролируемых одним человеком — Нагато; название этой техники Масаси Кисимото позаимствовал у шести путей реинкарнации в буддизме:
1. Мир Богов (яп. 天道 Тэндо:) (Дэвов)
2. Мир Демонов (яп. 修羅道 Сю:радо:)
3. Мир Людей (яп. 人間道 Нингэндо:)
4. Мир Животных (яп. 畜生道 Тикусё:до:)
5. Мир Претов (яп. 餓鬼道 Гакидо:) (ду́хов)
6. Мир Адских существ (яп. 地獄道 Дзигокудо:)

Отдельно от других стоит Внешний Мир (яп. 外道 Гэдо:) — существо, способное реинкарнировать другие тела и высасывать из обычных людей их жизненную энергию.
У каждого из шести тел Пэйна рыжие волосы и большое количество похожих на пирсинг чакроприёмников. Каждый из них имеет также риннэган (яп. 輪廻眼), уникальное додзюцу, выглядящее, как концентрические водяные круги, расходящиеся от зрачков.
По словам Тоби, сам Нагато принадлежал к клану Удзумаки — так же, как и главный герой манги Наруто.
Нагато родился в Селении Скрытого Дождя и остался сиротой — родителей на глазах мальчика по ошибке убили ниндзя Конохи. В этот момент у него пробудилось одно из трёх великих додзюцу — риннэган. В ярости Нагато уничтожил убийц, однако придя в себя не понимал, что случилось, и убежал из дома. Бродя голодным по разрушенной стране, он встретил девочку по имени Конан, которая отвела его в убежище, где, кроме неё, также был другой мальчик по имени Яхико. Все трое были сиротами.
Спустя некоторое время дети наткнулись на Легендарную троицу: Цунадэ, Дзирайю и Оротимару, последний из которых предложил убить детей, как он утверждал, для их же блага. Однако Дзирайя вступился за них и решил обучить детей искусству синоби. Нагато долгое время не показывал особых талантов, пока в один прекрасный момент он, защищая Яхико, не убил ниндзя из деревни Скрытого Камня. Дзирайя тогда впервые увидел у мальчика легендарный риннэган, что дало ему повод думать, будто бы Нагато и есть «ребёнок из пророчества», который, согласно предсказанию мудреца жаб, произведёт в мире ниндзя невероятные изменения. Спустя три года Дзирайя закончил обучение детей и оставил их.
Вместе с Нагато и Конан Яхико создал «Рассвет» и принял туда единомышленников, чтобы остановить протекающую в стране гражданскую войну. В какой-то момент к главе Селения Дождя Хандзо Саламандре пришло понимание, что новообразованная группа может стать угрозой его правлению. Диктатор, якобы решив провести мирные переговоры, заманивает центральную троицу группировки в ловушку и, взяв в заложницы Конан, угрожает её казнить, если Нагато не убьёт Яхико. Тем временем практически все прочие члены Акацуки, спешившие на подкрепление, падают от руки Обито. Не видя альтернативы и не желая подвергать опасности жизни своих друзей, Яхико сам налетает на кунай в руке у Нагато и говорит ему своё последнее слово. Разъярённый утратой, Нагато задействует мощь риннэгана и, призвав статую Гэдо Мадзо, уничтожает всю боевую силу врага, но Хандзо удаётся сбежать. Освоив техники Шести путей (и сделав одним из Путей тело Яхико), теперь уже Пэйн находит и убивает Саламандру, чтобы самолично возглавить деревню и — формально — реструктурированный «Рассвет». В отношениях с жителями Селения Дождя он показал себя как спокойный и уравновешенный руководитель, относясь к ним скорее как к детям, однако не прощал ошибок. В деревне его считали Богом, в то время как Конан — «Божьим Ангелом».

Чакроприёмники на лице Мира Богов

Прошло много лет. Одним днём Конан обнаружила проскользнувшего в селение Дзирайю, и Пэйн в жестоком бою убил своего бывшего учителя. Затем он вместе с «Божьим Ангелом» отправился в Коноху с целью захвата Наруто и живущего внутри него бидзю. В результате отчаянного боя с телами Пэйна, среди прочих, погибают Какаси Хатакэ и Сидзунэ; Цунадэ впадает в кому. На месте сражения появляется Наруто, проходивший обучение Режиму Отшельника у мудрых жаб и лишь случайно узнавший о нападении на свою родину. Выученные техники и предсмертное зашифрованное сообщение Дзирайи («В действительности настоящего среди них нет») позволяют ему уничтожить шесть тел Пэйна и найти укрывающихся Нагато и Конан.
Нагато предстал перед Наруто очень худым человеком, все его кости были видны. Спина и руки подключены к передатчикам чакры. После разговора с ним и Конан выясняется, что Нагато всего лишь искал мира, переняв идеи Дзирайи, но после смерти Яхико его вера во взаимопонимание людей ослабла и он воспользовался идеей Дзирайи о необходимости показать людям ту же боль, прежде чем они начнут понимать друг друга. Яхико уже в виде одного из тел Пэйна помогал ему в этом. Нагато стал нести боль в этот мир, надеясь, что когда-нибудь эта боль остановит желание начинать войны. Но тем самым он создавал «цепи ненависти», которые в своё время обещал Дзирайе разорвать. Воля Наруто не поддаваться ненависти и напоминание о данном обещании заставили Нагато вспомнить собственные мечты детства, которые по иронии судьбы передались Наруто. Нагато признаёт, что хотя в своё время у него не хватило сил поверить в себя самого и поверить в Дзирайю, он может поверить в Наруто, и что именно Наруто должен продолжить поиски мира за него. Нагато, измотанный долгим сражением, ценой собственной жизни использует сложнейшую технику и оживляет всех погибших во время его нападения на Коноху.
Наряду с другими погибшими членами Рассвета, душа Нагато была призвана Кабуто с целью использования в войне против альянса синоби. На войне его одолел Итати и запечатал его душу.
Техники Пэйна рассредоточены в шести основных и одном секретном телах, на каждое тело приходится сочетание родственных техник.
- Мир Богов управляет гравитацией. Он может притягивать, отбрасывать и любым образом комбинировать эти атаки.
  - Синра Тэнсэй (яп. 神羅天征) — возможность отталкивать предметы.
  - Бансё Тэнъин (яп. 万象天引 Бансё: Тэнъин) — возможность притягивать предметы.
  - Тибаку Тэнсэй (яп. 地爆天星) — способность, позволяющая создать нечто вроде крохотной чёрной дыры, к которой притягивается вся материя в определённом радиусе, образуя исполинскую сферу. Нагато обмолвился в разговоре с Конан, что Мудрец Шести Путей таким образом создал Луну[22].
- Мир Демонов представляет собой киборга. Он включает в себя различные механические приспособления уничтожения, такие как ракеты, лазеры и холодное оружие.
- Мир Людей использует всего одну мощную ментальную технику. С её помощью он может читать сознание человека, включая его память, однако это ведет к гибели жертвы.
- Мир Животных
  - Техника призыва[23] (яп. 口寄せの術 Кутиёсэ-но Дзюцу) — Мир Животных способен призывать различные существа под начало Пэйна, например хамелеона или девятиглавую собаку. Эти существа, в отличие от обычного призыва, не имеют личности и полностью подчинены Пэйну: обладают риннэганом и чакроприёмниками-«пирсингом». Также данное тело может призвать остальные Пути к себе (что Пэйн и продемонстрировал, проникнув в Коноху с помощью этого тела и призвав остальные через него).
- Мир Духов
  - Техника поглощения печатей[24] (яп. 封術吸印 Фу:дзюцу ку:ин) — Мир Духов способен поглощать любые виды воздействия чужеродной чакры, таким образом становясь невосприимчивым к любым видам ниндзюцу. Однако это его единственная способность, и против сильных физических атак он ничего не способен сделать. Также эта техника, по-видимому, позволяет ему высасывать внутреннюю чакру людей (так, он высосал природную чакру из Наруто, выведя его из Режима Отшельника).
- Мир Ада был назван Кацую «ключевым телом» Пэйна из-за своей уникальной способности[25].
  - Позволяет Пэйну призывать некое существо, видимое только тем, на кого направлена техника. Это существо способно за несколько мгновений полностью исцелить нанесённые повреждения, определять лжёт человек или нет, а также «высасывать» из лгущего душу. С помощью этой техники Пэйн способен возрождать свои тела, при условии что все они собраны в одном месте.
- Нагато. Объединяет техники всех прочих миров.
  - Внешний Мир - Призыв: Статуя Демона (яп. 口寄せ・外道魔像 Кутиёсэ: Гэдо: Мадзо:) — способность Нагато призывать статую демона, питающегося чакрой и повинующегося его желаниям. Эта статуя способна накапливать и капсулировать в себе чакру — так Акацуки собирали бидзю.
  - Внешний Мир - Возрождающая Техника Колеса Сансары (яп. 外道・輪廻天生の術 Гэдо: - Риннэ Тэнсэй-но Дзюцу) — способность призыва Внешнего Мира и возрождение с его помощью людей. Требует затраты огромного количества чакры. Именно эту технику использовал Нагато, чтобы оживить всех погибших при его нападении на Коноху.

#### Оротимару
- Состояние (по манге): Вышел из Акацуки и заменён Дэйдарой. Позже его душа была поглощена Саскэ, впоследствии, при сражении двух братьев, запечатана Итати. Однако часть Оротимару продолжала паразитировать в теле Кабуто Якуси. Во время войны был воскрешен Саскэ Утихой.
- Кольцо: 空 (Небо)
- Положение на руке: Мизинец левой руки.
- Партнёр: Сасори.

#### Сасори
- Состояние (по манге): Убит бабушкой Тиё и Сакурой.
- Кольцо: 玉 (Драгоценность)
- Положение на руке: Большой палец левой руки.
- Партнёр: Оротимару, позже Дэйдара.
- Внешность: Сасори — подростковое сложение тела, бордовые волосы, карие глаза. Хируко — на левой руке большое механическое устройство, на спине металлический хвост. Он хладнокровен, расчётлив. Может позволить себе лёгкое раздражение, если ущемляют плоды его искусства. Не выносит долгих ожиданий.
- Способности: Профессионально создаёт и управляет марионетками, специалист в ядах.

Сасори Кра́сного Песка́ (яп. 赤砂のサソリ Акасуна-но Сасори) — искуснейший кукольник родом из Селения Песка.
Сасори рано потерял родителей, которые погибли на миссии от рук отца Какаси Хатакэ, прозванного «Белым Клыком». Единственным его близким родственником оставалась бабушка Тиё, именно она обучила его кукольному мастерству.
В Рассвете партнёром Сасори сначала был Оротимару, а затем Дэйдара. Сасори считал своего второго партнёра дилетантом в искусстве, не способным составить конкуренцию профессиональному кукловоду. Первая его и Дэйдары миссия заключалась в поимке Гаары. После захвата того Дэйдарой Сасори сражается с преследующим их Канкуро и с лёгкостью побеждает, впрыскивая в его тело сильнейший яд, удалить который смогла впоследствии лишь Сакура.
После извлечения из Гаары Однохвостого демона Сасори сражается с Сакурой и своей бабушкой Тиё. В процессе битвы обнаружилось, что именно он убил Третьего Кадзэкагэ и использовал сделанную из него марионетку, сохранившую все способности Кадзэкагэ. В процессе боя Сакура и Тиё уничтожают Хируко (яп. ヒルコ) — огромную марионетку, оснащённую многими видами оружия, в которой всё это время прятался Сасори. Однако впоследствии выясняется, что и тело Сасори является куклой, а всё, что осталось от него живого — это сердце с отходящими сосудами, спрятанное в небольшую коробочку. В итоге он под контролем Тиё был схвачен своими собственными творениями, марионетками «Отец» и «Мать», созданными кукольником после смерти родителей, после чего они пронзают его сердце. Однако Сасори перед смертью открыл тайну — в ближайшее время у него должна была состояться встреча со шпионом, которого тот несколько лет назад подослал к Оротимару. Впоследствии выясняется, что им был Кабуто Якуси.
Наряду с другими погибшими членами Акацуки, душа Сасори была призвана Кабуто. На войне его одолел отряд Канкуро.

#### Итати Утиха
- Состояние (по манге): Мёртв.
- Кольцо: 朱 (Алый (цвет))
- Положение на руке: Безымянный на правой руке.
- Партнёр: Кисамэ Хосигаки.

#### Хидан
- Состояние (по манге): Обезврежен: погребён заживо.
- Кольцо: 三 (Три)
- Положение на руке: Указательный палец левой руки.
- Партнёр: Какудзу.
- Внешность: В обычном состоянии — пепельные волосы, зачесанные назад; малиновые глаза. Во время церемонии тело покрывается чёрно-белым узором в виде скелета.
- Способности: Бессмертен, для нападения использует косу с тремя лезвиями.

Хидан (яп. 飛段 Хидан) родом из селения Горячих источников. Главная черта характера — излишняя самоуверенность, он не признаёт никаких авторитетов. Его поведение и речь неуважительны по отношению к окружающим, однако то, что Хидан очень часто использует нецензурные выражения — миф, появившийся из-за известной озвучки Ancord. На самом деле Хидан использует нецензурную брань не чаще остальных персонажей, однако его речь носит очень неформальный, «мужской» разговорный характер.
Носит с собой косу с тремя лезвиями, которой атакует неприятелей. Цель такого оружия — ранить противника. Попробовав хотя бы каплю крови соперника, Хидан преображается, приобретая вид скелета. После этого при условии, что он находится в круге, очерченном используя свою кровь, любое его ранение зеркально отражается на противнике. Боль вне ритуала приводит Хидана в бешенство и он реагирует, как обычный человек. Боль во время ритуала приносит ему удовольствие, особенно момент смерти проклятого.
Хидан — религиозный фанатик. Он верит в Дзясина, тёмного бога, и его религия не позволяет оставлять соперника в живых. Вероучение его религии — «汝、隣人を殺戮せよ» (убей соседа своего!), что означает убийство близких (дорогих) тебе людей. Символ религии Дзясина — треугольник, вписанный в круг. Убивая человека, он должен провести ритуал, а после убийства следует получасовая молитва, которая раздражает Какудзу, его напарника.
Хидан в смертельном бою одержал верх над Асумой Сарутоби. Впоследствии Сикамару взорвал его, таким образом расчленив тело на несколько частей. И хотя Хидан бессмертен (в аниме показывается его говорящая отделённая от туловища голова), но он был погребён в яме под тоннами земли. Хидан пока жив, но медленно умирает из-за недостатка питания.
Поскольку Хидан бессмертен, его нельзя было призвать с помощью Эдо Тэнсэй, однако в филлере Кабуто создаёт его копию.

#### Кисамэ
- Состояние (по манге): Покончил жизнь самоубийством, чтобы не быть захваченным врагами[13].
- Кольцо: 南 (Юг)
- Положение на руке: Безымянный палец левой руки
- Партнёр: Итати
- Внешность: Кожа, похожая на акулью; тёмно-синие волосы, белые глаза с мелкими зрачками.
- Способности: Эксперт в дзюцу, основанных на элементе воды. Обладает огромным запасом чакры, сравнимой с уровнем бидзю. Имеет меч «Самэхада», способный поглощать чакру.
- Прозвища:
  - Монстр Скрытого Тумана (яп. 霧隠れの怪人 Киригакурэ-но Кайдзин) (за силу)
  - Хвостатый Зверь без хвоста (яп. 尾を持たない尾獣 О о Мотанай Бидзю:) (за огромный запас чакры).

Кисамэ Хосигаки (яп. 干柿 鬼鮫 Хосигаки Кисамэ) (имя дословно означает «Дьявольская акула») родом из Селения Тумана, где раньше состоял в группе Семи синоби-мечников Тумана (яп. 霧の忍刀七人衆 Кири-но Синобигатана Нананин Сю). Он великолепно использует водные техники, комбинированные с рукопашными атаками. Его оружие — меч Самэхада (яп. 鮫肌 досл. «Акулья кожа»), покрытый чешуёй и способный поглощать чакру, передавая её своему владельцу. Если объём поглощаемой чакры велик, Самэхада преобразовывается — увеличивается в размерах, а на конце открывается рот. Самэхада не даёт владеть собой никому, кроме самого Кисамэ. Также меч способен сливаться со своим владельцем, делая Кисамэ «акулочеловеком» с жабрами и плавниками на спине и локтях. Как заявил ещё один Мечник селения Тумана, Тёдзюро, Кисамэ обладает объёмом чакры, не уступающей бидзю, а его Самэхада является опаснейшим среди Семи Мечей Тумана. Из-за этой особенной способности Тёдзюро утверждал, что Кисамэ — «Хвостатый Зверь Без Хвоста»(尾を持たない尾獣, О во мотанай бидзю:).
После смерти Третьего Хокагэ он вместе со своим напарником Итати Утихой появился в Конохе в поисках дзинтюрики девятихвостого — Наруто Удзумаки. Во время битвы с Асумой, Курэнай, Какаси и Майто Гаем, Кисамэ столкнулся с последним.
После неудачи команды «Така» Кисамэ получает приказ от Тоби поймать дзинтюрики Восьмихвостого. С помощью клона, созданного Дзэцу, Кисамэ разыгрывает свою смерть в битве с Четвёртым Райкагэ и его младшим братом, после чего, слившись с Самэхадой, проникает в Страну Молний, — Киллер Би забирает меч себе как трофей.
После того как на острове, куда были отправлены два оставшихся к тому моменту в живых дзинтюрики, Наруто с помощью способности улавливать чувства обнаруживает Кисамэ, тот вынужден раскрыться и, пытаясь покинуть остров, вступил в бой с Майто Гаем. Проиграв, он был захвачен в плен — находившийся на острове Аоба Ямасиро сумел извлечь из него информацию о том, что Четвёртый Мидзукагэ Ягура находился под контролем Тоби и не отдавал отчёт в своих действиях. Чтобы болевой эффект прекратил проникновение в его мысли, Кисамэ откусил себе язык, после чего, понимая, что не сможет сбежать, заключил себя в водяную тюрьму, внутри которой призванные им акулы съели его тело.
Свиток с информацией, который он заранее готовил, чтобы передать Тоби, оказался ловушкой, и после его вскрытия Майто Гаем, он и другие ниндзя попали в водяную ловушку, благодаря чему ранее заключённая в свитке акула смогла беспрепятственно покинуть остров с ним в губах.
- Майто Гай после знакомства с Кисамэ при двух последующих встречах его ни разу не узнал[29]. Тем не менее после гибели Кисамэ Гай заявил, что будет помнить его имя до самой смерти[13].

### Отзывы и критика
Рецензент сайта IGN Джеймс Масгроув отметил в своей работе значение организации тем, что появление членов «Акацуки», Итати и Кисамэ, в сюжете «было драматическим и своевременным».

## Команда «Така»
Команда Така (яп. 鷹 досл. «Ястреб»), изначально носившая название Хэби (яп. 蛇 досл. «Змея»), была создана Саскэ Утихой с целью убийства своего старшего брата Итати. Однако после того, как это произошло была поставлена новая цель — убийство руководства Конохи, приказавшему Итати истребить собственный клан. Фактически став частью Акацуки, члены команды принимали участие в охоте за дзинтюрики Восьмихвостого, а затем в атаке на Совет пяти Кагэ.

### Саскэ Утиха
Один из главных героев в манге. Выжил в кровавой резне клана, учинённой его старшим братом Итати, и с тех пор пытался стать как можно сильнее, чтобы убить его. В итоге он осуществил свою месть, но узнав, что убийство клана было поручено Итати руководством Конохи, объявил о своём намерении стереть это селение с лица земли. Позже во время четвёртой мировой войны синоби он узнал от четырёх воскрешённых Кагэ всё что хотел и отказался от мести и уничтожения Конохи, выразив желание остановить Мадару и Обито, и направился на поле боя вместе с четырьмя воскрешёнными Кагэ, Оротимару и с командой «Така». Позже мирится с командой № 7.

### Дзюго
- Внешность: Рыжие волосы и глаза, крупное телосложение.
- Способности: Использование Проклятой печати, мысленное общение с животными.

Дзюго (яп. 重吾 Дзю:го) страдает от своего рода расстройства личности — в нормальном состоянии он спокоен и тих, однако временами ощущает огромный прилив сил, при котором части его тела трансформируются, приобретая нечеловеческую форму, и внутри него возникает желание убивать. По этой причине он мальчишкой долго прячется в пещере, пока его не находит Кимимаро Кагуя, обещая при этом защищать окружающих от силы Дзюго. Кимимаро приводит его к Оротимару, сумевшему успешно испытать способности мальчика и создавшему «Проклятую Печать», которую затем применял на других людях.
После проведённых над ним опытов, Дзюго был подвергнут заключению в одной из секретных баз Оротимару. Его освобождает Саскэ, и Дзюго соглашается вступить в команду. При попытке поймать дзинтюрики Восьмихвостого для помощи Саскэ отдаёт ему часть своей чакры, после чего временно приобретает внешность ребёнка. С другими членами «Така» сражается против Райкагэ на Совете пяти Кагэ, однако после того, как Карин и Утиха отправились преследовать Дандзо, был настигнут вместе с Суйгэцу отрядом охранявших собрание самураев. После этого оба заключены в тюрьму, но им удалось оттуда освободиться.
Дзюго имеет два уровня своей силы, различающиеся по мощи. В активированном состоянии они позволяют ему преобразовывать руки в оружие: булаву либо секиру.

### Карин Удзумаки
- Внешность: Малиновые волосы и глаза, носит очки.
- Способности: Обнаружение чакры противника на расстоянии, медицинские техники.

Карин Удзумаки (яп. 香燐) — единственная куноити в команде, бывшая надзирательницей в одной из баз Оротимару. Особая способность — видеть чакру, её состояние и движение. Также владеет техникой, позволяющей исцелять раны: объект лечения должен укусить Карин и выпить её чакру. Влюблена в Саскэ, однако не признаёт это перед другими членами команды. Терпеть не может Суйгэцу.
Во время охоты за дзинтюрики Восьмихвостого наблюдает за боем в стороне, однако, когда Саскэ получает серьёзную травму, исцеляет его. После того, как Киллер Би призывает бидзю, Саскэ пытается использовать Аматэрасу против него, однако часть всепоглощающего огня попадает на Карин. Утихе своим мангэкё сяринганом удаётся его погасить, тем самым спася девушку от неминуемой гибели.
Во время атаки на Совет пяти Кагэ Карин направляет команду, отыскав чакру искомой цели — Дандзо. Тоби, спасший Саскэ от мощного дзюцу Третьего Цутикагэ, переносит его и Карин в другое измерение, где та лечит младшего Утиху. Вернувшись в реальный мир, она становится свидетельницей боя между Дандзо и Саскэ. Дандзо использует её как живой щит, однако Утиху это не останавливает, и он уничтожает ненавистного ему человека, серьёзно ранив Карин. Появившийся на месте событий Какаси отвлекает Саскэ на себя, а лечением Карин занимается Сакура. После того, как появившийся Тоби забирает с собой Саскэ, ниндзя Конохи отправляются вместе с Карин в Деревню Листвы, где её впоследствии допрашивают и сажают «под защиту» (то есть в тюрьму). Позже Кабуто, сражаясь с Итати и Саскэ, заявляет, что Карин принадлежит к клану Удзумаки, все члены которого обладали невероятно сильной чакрой и имели красные волосы.

### Суйгэцу Ходзуки
- Внешность: Бело-голубые волосы, фиолетовые глаза, острые треугольные зубы.
- Способности: Может превращать своё тело в воду. В качестве основного оружия использует огромный меч, ранее принадлежавший Дзабудзе Момоти.

Суйгэцу Ходзуки (яп. 鬼灯 水月 Хо:дзуки Суйгэцу) — бывший подопытный Оротимару, первым присоединившийся к команде Саскэ. Не боится говорить то, что у него на уме, и поступать как ему вздумается. Суйгэцу способен свободно преобразовывать себя в жидкую форму и возвращаться в нормальное состояние, что позволяет ему избегать физических атак, но вместе с этим делает восприимчивым к атакам электричеством.
Суйгэцу обучался, чтобы стать одним из Семи синоби-мечников Тумана, и хотя не попал в данную организацию, тем не менее получил прозвище Третьего демона (Мангэцу Ходзуки-Второй демон (после Дзабудзы) (яп. 鬼人の再来). После гибели старшего брата Мэнгэцу, он решил собрать все семь уникальных мечей, принадлежащих Мечникам. Первым приобретением Суйгэцу стал меч Дзабудзы — Кубикириботё. После присоединения к команде Саскэ, его следующей целью стал меч Самэхада, принадлежащий члену Акацуки, Кисамэ.
Вместе с другими членами «Така» сражался против Райкагэ на Совете пяти Кагэ, однако после того, как Карин и Саскэ отправились преследовать Дандзо, был настигнут вместе с Дзюго отрядом охранявших собрание самураев. После этого оба заключены в тюрьму, но им удалось оттуда освободиться. Позже Суйгэцу вместе с Дзюго прибывают в одно из убежищ Оротимару, в котором Суйгэцу находит свиток, который, по его словам, может изменить ход войны. Несмотря на то, что он недолюбливает Оротимару, испытывает перед ним смертельный страх.

## Четвёрка Звука

Четвёрка Звука: слева направо — Дзиробо, Таюя, Сакон (Укон вне кадра), Кидомару

Четвёрка Звука (яп. 音隠れの忍四人衆 Отогакурэ но синоби ёнин сю) — группа элитных телохранителей Оротимару. Впервые они появились во время экзаменов на тюнина, проходивших в деревне Скрытого Листа, но не были заметными фигурами до сюжетной арки с побегом Саскэ Утихи из деревни. Они сопровождали его в качестве телохранителей, и, хотя были полностью разбиты преследователями из деревень Скрытого Листа и Скрытого Песка, Саскэ удалось скрыться. Ранее группу составляло пять человек и её возглавлял Кимимаро, чьё тело планировал использовать Оротимару в качестве сосуда для своей души. Кимимаро был признан четвёркой в качестве лидера после того, как в бою один победил их всех вместе. Позже он заболел и был прикован к постели из-за постоянной слабости, поэтому Четвёрка Звука обрела именно такое название. Члены команды специализируются на защитных барьерах, техниках запечатывания и в придачу к этому каждый из четвёрки обладает своими собственными уникальными дзюцу. Оротимару дал каждому члену группы по проклятой печати — это позволяет получать серьёзное преимущество в бою в обмен на большую боль, которую испытывает её носитель.

### Дзиробо
- Сэйю роли: Кэнта Миякэ[англ.]

Дзиробо (яп. 次郎坊 Дзиро:бо:) — хранитель южных врат, член Четвёрки Звука, лучших телохранителей Оротимару. Таюя частенько называет его «жирдяем» за его внешность. Дзиробо самый слабый из команды, несмотря на то, что использует техники, основанные на контроле земли и его огромной физической силе. С их помощью он ловит в западню своих противников и отнимает у них чакру. Сражаясь с Тёдзи, достиг второго уровня трансформации и увеличил свою силу более чем в десять раз. Несмотря на это, Тёдзи всё-таки его убил.

### Кидомару
Кидомару (яп. 鬼童丸 Кидо:мару) — хранитель восточных врат, самый хвастливый из четвёрки. Он любит «играть» со своими жертвами, выясняя пределы их сил, и начинает сражаться всерьёз, лишь когда встречает сильного противника.

Проклятая печать Кидомару

Достаточно слаб в рукопашном бою, поэтому предпочитает использовать мощные атаки на расстоянии, прибегая к вызову послушных ему пауков. Умеет создавать паутину из жидкости, которая протекает по всему его телу; быстро затвердевая на воздухе, она служит в качестве щита, перемешиваясь с чакрой. С помощью всего этого Кидомару ловит в западню своих оппонентов. Одно из его самых любимых орудий — лук и различные виды стрел, которые Кидомару может создать из той же жидкости.
Например, в битве с Нэдзи Хюга использовал стрелу со спиральным наконечником, чтобы пробить все преграды и попасть в слепую зону бякугана противника. Однако, Нэдзи, уже серьёзно раненый, последним усилием смог его убить. После такого тяжёлого боя Нэдзи удалось спасти только благодаря ниндзя-медикам и умениям Сидзунэ, вырастившей ткани его тела заново.

### Сакон и Укон
Сакон (яп. 左近 Сакон) — хранитель западных врат; в Четвёрке, посланной за Саскэ, он занимает место харизматического лидера, при всём при этом страдающего слабоумием, о котором мало кто подозревает.

Проклятая печать Сакона

Первое, что бросается в глаза из его внешности — это две головы. Вторая принадлежит старшему брату Укону (яп. 右近 Укон), который со второй трансформацией проклятой печати может отделиться от тела Сакона, превращаясь вместе с ним в двух демонов. Их уникальная способность — чрезвычайно быстрая регенерация органов. Сакон силён, но имеет много слабостей в психологии, таких как неуверенность в себе и помутнённый рассудок.
Во время боя с Кибой и Акамару они одержали победу, но на помощь синоби Конохи пришёл ниндзя-кукловод из деревни Скрытого Песка Канкуро, и в бою с ним Сакон и Укон были убиты его марионетками.

### Таюя
Таюя (яп. 多由也) — хранительница северных врат, которая в помощь себе способна вызывать трёх демонов и контролировать их с помощью звуков, издаваемых флейтой.

Проклятая печать Таюи

У Таюи резкий, крутой нрав. Постоянно ругается и сквернословит, всегда найдет тему для споров. Несмотря на это, Таюя в действительности очень умна, и может хорошо разрабатывать план тактики и стратегий. Впрочем, из-за своей вспыльчивости она может об этом забыть и все испортить. Никогда не сдаётся — по её мнению лучше принять смерть, чем поражение. Активация проклятой печати 1-го уровня у Таюи выглядит, как чёрные полосы, распространяющиеся по телу — даёт возможность усиливать атаки демонов и контроль над ними, а также использовать более мощные дзюцу. На втором уровне у неё вырастают рога, а кожа становится тёмно-коричневой. В бою с Сикамару почти одолела его, но была остановлена пришедшей ему на помощь Тэмари, а позже ею убита.

## Другие

### Дзабудза Момоти
Дзабудза Момоти (яп. 桃地再不斬 Момоти Дзабудза) из-за своих силы и навыков среди других ниндзя считался легендой. Разыскивался Селением Тумана, которое он покинул после попытки убийства Мидзукагэ и путча. Был экспертом в Технике Бесшумного убийства (яп. 無声殺人の術 Муон Сацудзин Дзюцу ). Имя «Дзабудза» означает «никогда не режет дважды» — намёк на то, что обычно он убивает своих противников с одного удара.
Уже ребёнком Дзабудза выдерживая кровавый экзамен для повышения в звании до уровня Гэнина: он убил более ста кандидатов, за что и получил прозвище «Демон Тумана» (яп. 霧隠れの鬼人 Киригакурэ-но Кидзин). Оружием, которое он всегда носит с собой, является меч Кубикириботё (яп. 首斬り包丁 Кубикирибо:тё:, досл. «Обезглавливатель»), способный, вбирая в себя железо из крови жертв, восстанавливаться. Перед побегом из селения состоял в группе Семи синоби-мечников Тумана.
После побега он повстречал мальчика Хаку, выгнанного из родного села за обладание способностями кэккэй гэнкай, которых люди не могли понять. Дзабудза и Хаку идут на службу к богатому предпринимателю Гато, который заказал им убийство Тадзуны, ответственного за постройку моста в Стране Волн. Поскольку именно Команде № 7, в состав которой входили Какаси и Наруто, поручили защиту Тадзуны, им суждено было сразиться с мечником. Какаси и Дзабудза сталкиваются дважды. В первом сражении, благодаря Наруто и Саскэ, Какаси практически убивает Дзабудзу. Но его спасает Хаку, который притворяется ниндзя из команды АНБУ Селения Тумана, забрав лишённое чувств тело Дзабудзы.
Во втором сражении Дзабудзу вновь спасает Хаку, который приносит себя в жертву, защищая того от Какаси. Дзабудза, тяжело раненый, всё ещё пытается сражаться, но Гато, находившийся неподалёку, отдаёт приказ своим охранникам убить мечника. Прервав бой с Какаси, Дзабудза убивает Гато и сам умирает от многочисленных ранений. Несмотря на это, перед смертью он просит у Какаси показать ему в последний раз лицо Хаку, к которому он сильно привязался в течение последних лет..
Во второй части манги был призван Кабуто с помощью техники Эдо Тэнсэй для участия в боях против союза синоби. На войне его победил Какаси Хатакэ и забрал его меч себе.

### Кимимаро Кагуя
Кимимаро Кагуя (яп. かぐや 君麻呂 Кагуя Кимимаро ) — приверженец Оротимару, обладающий способностями, позволяющими манипулировать костями собственного тела.

Проклятая печать Кимимаро

Кимимаро был одним из лучших бойцов Оротимару, и единственным оставшимся в живых членом клана Кагуя. Первые годы своей жизни он провёл в заточении, поскольку члены клана держали его взаперти, опасаясь чрезвычайно сильного кэккэй гэнкай ребёнка. Выбив в стене своей камеры очертания человеческого лица, Кимимаро разговаривал с ним, называя богом: «Если ты есть, почему я нахожусь в этом ужасном месте и за что так страдаю?». После того как его клан, нашедший в войне смысл жизни, был полностью перебит в сражении с ниндзя Тумана, Кимимаро стал скитаться по стране, пока не встретил Оротимару, который приютил бездомного юношу и стал его наставником. Из-за пережитых эмоций у Кимимаро появилось предубеждение, что это единственный человек, который любит и уважает его. Генетическая способность его клана, Сикуцомяки (яп. 屍骨脈 досл. «Пульс мёртвой кости»), позволяет Кимимаро управлять структурой своего скелета. Он может растить дополнительные сверхпрочные и твёрдые кости из любой части тела, что позволяет ему использовать их в качестве оружия в ближнем и дальнем бою. Из-за уникальных способностей Кимимаро Оротимару хотел выбрать его в качестве своего будущего тела, но Кимимаро заболел неизлечимой болезнью, которая приковала его к постели — сказалось долгое заточение в ужасных условиях. Став бесполезным для любимого наставника, при первой же возможности Кимимаро решил доказать преданность своему господину и привести ему Саскэ, но в битве с Гаарой он погибает из-за своей болезни. Позже становится известно, что Кимимаро был лучшим другом Дзюго — и сдерживал того, когда на Дзюго нападали приступы гнева.
Во второй части манги был призван Кабуто с помощью техники Эдо Тэнсэй для участия в боях против союза синоби. Был отозван Кабуто назад в загробный мир.
1. Танец Ивы (яп. 柳の舞 Янаги но Май) — первый танец, применённый против Наруто.
2. Танец Камелии (яп. 椿の舞 Цубаки но Май) — танец, использованный против Наруто и Рока Ли.
3. Танец Лиственницы (яп. 唐松の舞 Карамацу но Май) — танец, использованный против Рок Ли.
4. Танец Клематиса (яп. 鉄線化の舞 Тэссэнка но Май) — танец, использованный против Гаары.
5. Танец Растущего Папоротника (яп. 早蕨の舞 Савараби но Май) — последний и самый мощный танец, примененный против Рок Ли и Гаары.

### Мидзуки
Мидзуки (яп. ミズキ) — друг детства и товарищ преподавателя Академии ниндзя Ируки Умино. В начале сериала он обманом заставляет Наруто украсть запретный свиток Селения Листвы, который содержит множество табуированных техник. Он убеждает мальчика сделать это, представляясь ему полным сочувствия к его ситуации, хотя фактически Мидзуки презирает Наруто и видит в нём лишь Демона-Лиса. В то время как он пытается украсть у Удзумаки свиток и использовать его как «козла отпущения», подоспевает Ирука и завязывает бой. Наруто, используя Технику Многочисленного Теневого Клонирования, которую он узнал из запретного свитка, побеждает Мидзуки.
Во время одного из филлеров показывается, что он намеревался отдать свиток своему учителю Оротимару. Организовав восстание и сбежав из тюрьмы, Мидзуки использует инструкции для создания зелья, которые изображены на татуировке, нанесённой ему когда-то учителем. Употребив снадобье, он превращается в человека с чертами тигра, удвоенной скоростью и силой, но Наруто удаётся вновь победить старого врага (в этот раз Ирука отмечает, что мальчик уже превзошёл его самого). Однако в итоге Мидзуки, оказывается ещё одной жертвой манипуляций Оротимару и, после рассеивания эффекта зелья, становится бессильным стариком.

### Райга Куросуки
(Появился только в филлерах) Райга Куросуки (яп. 黒鋤雷牙 Куросуки Райга) — бывший боец Семи синоби-мечников Тумана (яп. 霧の忍刀七人衆), наряду с Дзабудзой Момоти и Кисамэ Хосигаки. Ненавидел их обоих, как и остальных бойцов Семёрки. В отличие от них владеет двумя похожими на пики мечами, которые использует в качестве молниеотводов, чтобы захватывать и перенаправлять молнию.
На одной из миссий он столкнулся с мальчиком Ранмару, обладающем особыми способностями. Они пообещали друг другу, что станут «два в одном» под именем Райги. Ранмару стал глазами и ушами Райги, а тот — руками и ногами Ранмару, нося мальчика в мешке за спиной. Райга использовал дар Ранмару так же, как Дзабудза использовал Хаку, но тем не менее заботился о мальчике. Райга захватил деревню Катабами Кинзан и стал её правителем. Он заставлял работать на себя людей этой деревни, а тем, кто не повиновался — устраивал «похороны», чья суть заключалась в закапывании заживо. Во время каждых «похорон» Райга искренне плакал и вспоминал об этих людях только хорошее. Побеждён Наруто, после чего, падая с обрыва, уничтожил себя молнией, не желая быть похороненным.

### Ранмару
(Появился только в филлерах) Ранмару (яп. 蘭丸) — верный друг и помощник Райги. Худой и слабый мальчик с бледно-сиреневыми короткими волосами. У Ранмару тёмно-серые глаза, которые при активации способностей мальчика начинают светиться красным.
Ранмару не помнил своих родителей и всю жизнь провёл в маленькой хижине. Он был болен и не мог ходить. Жизнь его зависела от жителей деревни. Они приносили мальчику еду и заботились о нём как могли. Вскоре у него начали проявляться особые способности — мальчик стал видеть сквозь предметы. Когда жители деревни узнали об этом, они начали его бояться. Они перестали приносить ему еду, и Ранмару оставалось только ждать смерти от голода и жажды. Однажды ночью, в хижину Ранмару пришёл Райга, мальчик сказал тогда: «В глубине души ты ищешь смысл жизни… Если моя смерть поможет тебе в твоих поисках, то забери эту ничтожную жизнь.» Эти слова так потрясли Райгу, что он решил спасти его и взял с собой. С тех пор Райга стал ногами Ранмару, а Ранмару — глазами Райги. Они всегда были вместе. В битве с Тэн-Тэн, Наруто, Рок Ли и Нэдзи Райга был убит, но Ранмару вернул ему жизнь благодаря своим способностям. В итоге Ранмару понял, что люди — не пустое место и их жизнь имеет цену. Он попытался искупить свои грехи и грехи Райги, подведя того к обрыву, надеясь разбиться вместе с ним, но ему это не удалось. В конечном счёте, Райга погиб, а Ранмару остался жить у тётушки Рок Ли, Сансё, и, кажется, понял, что такое настоящая жизнь.

### Хаку
Хаку (яп. 白 Белый) — подросток-андрогин, похожий на девушку. При случайной встрече с ним даже Наруто принял его за довольно симпатичную девочку и был удивлён, когда тот, уходя, сказал: «Ах да, кстати, я — парень».
Хаку родился в Деревне Скрытого Тумана. Во времена его детства земли опустошались гражданскими войнами, а тех, кто был одарён генетическими способностями, использовали как ужасающие инструменты для войны; многие боялись таких людей. Подобными способностями обладала и мать Хаку, но тщательно их скрывала, выйдя замуж и родив сына. Когда с войной было покончено и Страна Воды начала жить в мире, Хаку обнаружил свой врожденный навык, унаследованный от матери и, раскрыл этот секрет отцу. Тот, в свою очередь, созвал небольшую толпу и убил жену, а потом попытался избавиться от сына, но Хаку спасся, инстинктивно создав барьер из ледяных шипов прямо внутри дома и убив всех, кто находился внутри. Впоследствии Хаку был подобран Дзабудзой Момоти, после чего посвятил спасителю свою жизнь, не обращая внимание на то, что был выбран лишь из-за своих боевых умений.

Маска Хаку

Хаку обладает врождёнными способностями, которые дают ему возможность использовать одновременно чакру с элементами ветра и воды, объединяя их и, таким образом, формируя лед (т. н. Стихия Льда (яп. 氷遁 Хётон)). Самой сильной техникой Хаку является создание ледяной тюрьмы, включающей ледяные зеркала, внутри которых он может свободно перемещаться. Кроме того, Хаку единственный персонаж в «Наруто», кто способен выполнять ручные печати одной рукой, в то время как все остальные пользуются двумя. Также Хаку располагает очень большими познаниями в анатомии человека; он в состоянии убить или инсценировать смерть человека одной лишь метко пущенной иглой. Молодой ниндзя демонстрирует это, поражая необходимые точки на теле Дзабудзы, и таким образом вводя его в кому. Вопреки своему огромному потенциалу Хаку никогда не причиняет боль другим ради собственного развлечения, ему приносило удовольствие лишь осуществление каждого желания своего «хозяина» Дзабудзы; мальчику было безразлично всё, кроме желания оставаться рядом с важнейшим для него человеком. Он относится к себе как к «вещи» своего господина, и просит Наруто убить его, после того как понимает, что больше не нужен Дзабудзе.
После того как Дзабудза и Хаку были возвращены в мир людей с помощью техники Эдо Тэнсэй, они вместе с Семью мечниками Тумана вступили в бой против команды, возглавляемые генералом Какаси Хатакэ. Благодаря временному ослаблению контроля Якуси, Хаку вновь в бою подставляет своё тело при атаке на Дзабудзу, при этом Момоти, используя Кубикириботё, разрубает Хаку и задевает одновременно Какаси.

### Хандзо
Хандзо (яп. 半蔵) — бывший лидер Деревни Скрытого Дождя. После смерти жившей в его деревне Саламандры Хандзо пересадил её ядовитую железу в себя. Из-за этого все кто к нему подходили, отравлялись ядом. Поэтому Хандзо пришлось носить специальную маску.
В битве между Конохой и Амэ оставил в живых Дзирайю, Цунадэ и Оротимару с условием, что с этого момента те будут носить титул «Саннины Конохи». Хандзо и Дандзо ответственны за смерть Яхико. Из-за этого Хандзо стал целью Нагато и впоследствии был убит Пэйном.
Его душа была призвана Кабуто с помощью техники Эдо Тэнсэй для участия в боях против союза синоби. Был побеждён и запечатан Мифунэ во время Четвёртой Мировой войны синоби.